# Stara Dąbrowa (województwo pomorskie)
Stara Dąbrowa (kaszb. Starô Dãbrowa lub też Stôrô Dąbrowa, niem. Alt Damerow) – wieś w Polsce położona w województwie pomorskim, w powiecie słupskim, w gminie Damnica w pobliżu drogi krajowej nr . Wieś jest położona w odległości 18,5 km od Słupska.
W latach 1945–1954 siedziba gminy Stara Dąbrowa. W latach 1975–1998 miejscowość położona była w województwie słupskim.

## Nazwa
Nazwa, wzmiankowana po raz pierwszy w formie Damerow w 1304, ma pochodzenie słowiańskie i charakter topograficzny. Wywodzi się od nazwy pospolitej dąbrowa „las dębowy, dębina”. Niemiecka nazwa Alt Damerow ma charakter hybrydowy topograficzno-relacyjny i składa się z dwóch członów: wyróżnika przymiotnikowego alt „stary” (odróżniającego od miejscowości Neu Damerow, dziś Nowa Dąbrowa) i zniemczonej nazwy słowiańskiej Damerow. W nazwie polskiej człon stara jest kalką z nazwy niemieckiej.
Rada Języka Kaszubskiego proponuje kaszubską formę nazwy Stôrô Dąbrowa.